# 16706 Svojsík
16706 Svojsík là một tiểu hành tinh vành đai chính với chu kỳ quỹ đạo là 1766.7822191 ngày (4.84 năm).
Nó được phát hiện ngày 30 tháng 7 năm 1995.